# Guineaduva
Guineaduva (Columba guinea) är en duva som man hittar på den afrikanska kontinenten, söder om Sahara. Det är en vanlig och vida spridd fågel som trivs bäst på öppna marker. IUCN kategoriserar den som livskraftig.

## Kännetecken
Guineaduvan är en ganska stor duva som kan bli ungefär 41 centimeter lång och kan väga från 250 till 350 gram. Ryggen och vingarna är rödbruna, undersidan är blågrå och huvudet är grått med röda streck runt ögonen. Nacken är brun med vita streck och fötterna är röda. Förutom vingarnas rödbruna färg är de vitprickiga. Båda könen har likadan fjäderdräkt medan ungfåglarnas fjädrar är brunare. Deras läte är ett högt doo-doo-doo.

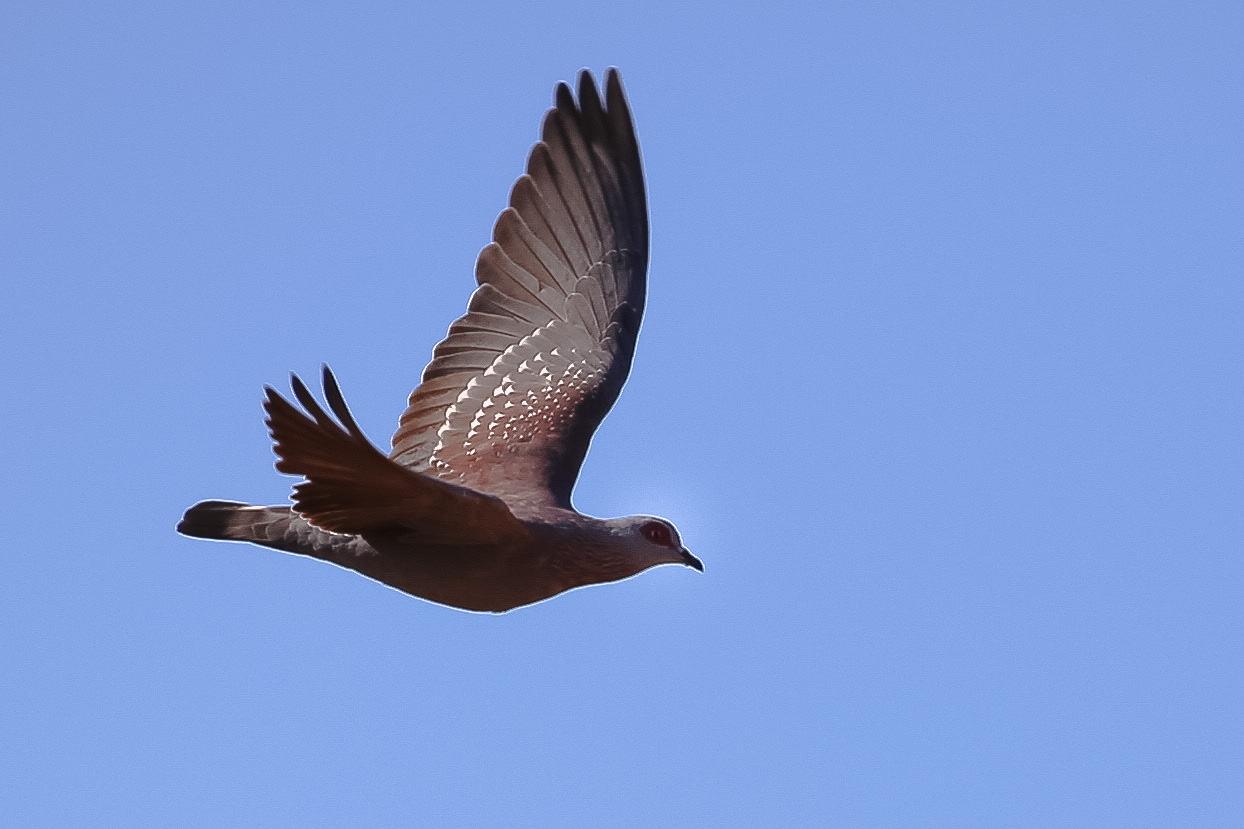
Guineaduva fotograferad i flykten.

## Utbredning och underarter
Guineaduvan delas in i två underarter med följande utbredning:
- Columba guinea guinea – Senegal och Gambia till Etiopien, Somalia, Uganda, Kenya och Tanzania
- Columba guinea phaeonota (inklusive bradfieldi) – sydvästra Angola till Zimbabwe och Kapprovinsen i Sydafrika

Arten har även påträffats som tillfällig gäst i Jemen och Irak

## Levnadssätt

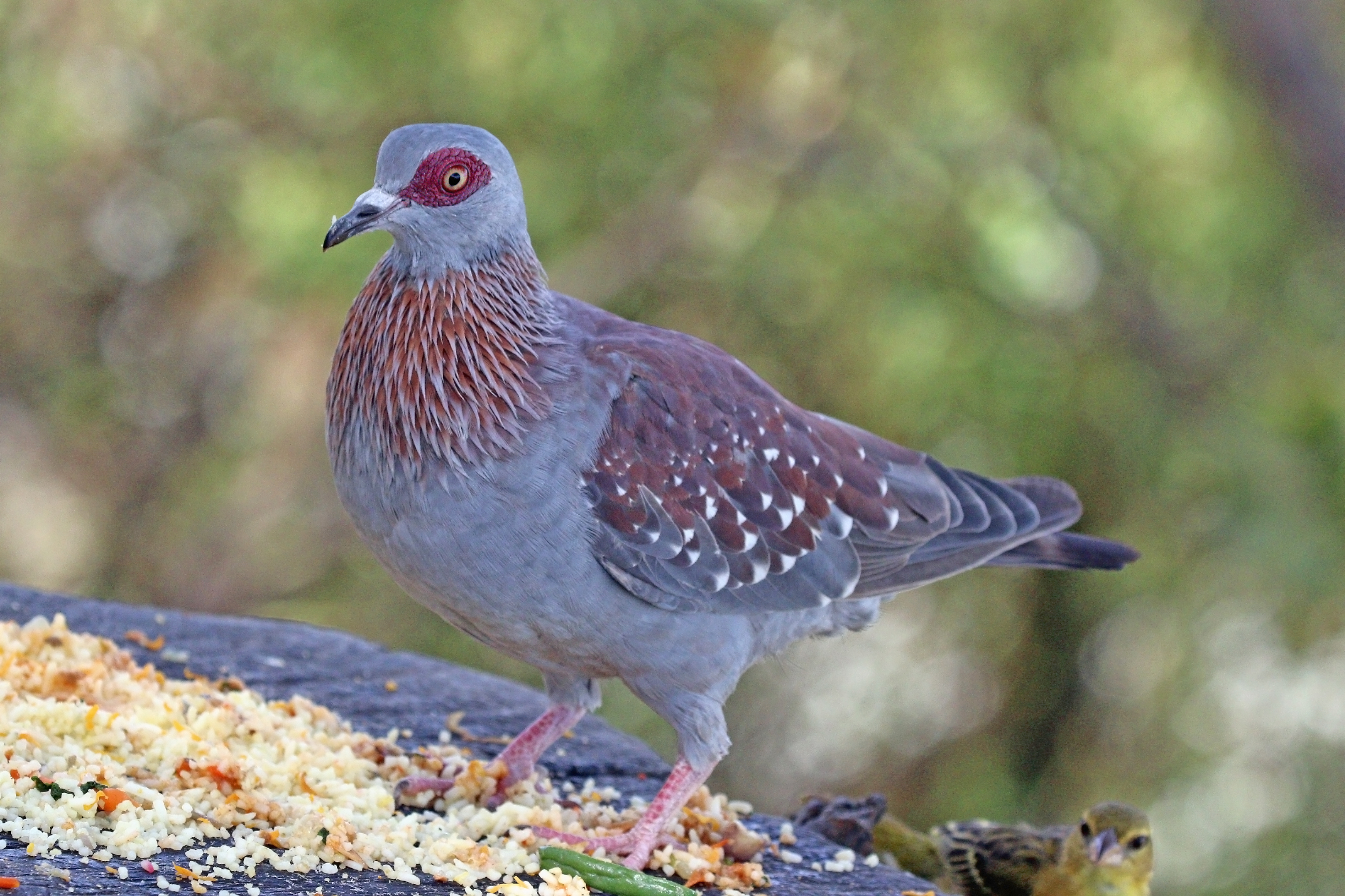
Guineaduva av nominatformen fotograferad i Kenya.

Guineaduvan är en flocklevande fågel som kan ses i flockar med hundratals fåglar, ofta tillsammans med andra duvarter. Den påträffas i öppet landskap, i jordbruksmarker, savann och gräsmarker samt i ökande grad i urbana miljöer, upp till 3 000 meters höjd. Den lever av olika fröer och frukt, men huvudsakligen säd från odlade grödor. Denna duvart häckar året runt, men mest under torrsäsongen, enskilt eller i kolonier. Den lägger ett till tre vita ägg som ruvas av båda könen i 14–18 dagar. Ungarna är flygga 20–25 dagar efter kläckning.

## Status och hot
Arten har ett stort utbredningsområde och en stor population med stabil utveckling. Utifrån dessa kriterier kategoriserar internationella naturvårdsunionen IUCN arten som livskraftig (LC). Världspopulationen har inte uppskattats men den beskrivs som vanlig i större delen av utbredningsområdet.

## Namn
På svenska har arten även kallats fläckig klippduva.